# Hymenothrix
Hymenothrix, rod glavočika smješten u tribus Bahieae,  dio potporodice Asteroideae. Postoji 11 taksonomski priznatih vrsta raširrenih po dijelovima SAD-a i i Meksika.

## Vrste
1. Hymenothrix autumnalis (W.L.Ellison) B.G.Baldwin
2. Hymenothrix biternata (A.Gray) B.G.Baldwin
3. Hymenothrix dissecta (A.Gray) B.G.Baldwin
4. Hymenothrix glandulopubescens (Waterf.) B.G.Baldwin
5. Hymenothrix greenmanii (Heiser) B.L.Turner
6. Hymenothrix janakosiana (B.L.Turner) B.G.Baldwin
7. Hymenothrix loomisii S.F.Blake
8. Hymenothrix palmeri A.Gray
9. Hymenothrix pedata (A.Gray) B.G.Baldwin
10. Hymenothrix wislizeni A.Gray
11. Hymenothrix wrightii A.Gray

## Sinonimi
- Amauriopsis Rydb.